# Tsurune
Tsurune (ツルネ -風舞高校弓道部?, Tsurune: kazemai kōkō kyūdō-bu, lett. "Tsurune - Club di tiro con l'arco della scuola superiore Kazemai")  è una serie di light novel scritta da Kotoko Ayano e illustrata da Chinatsu Morimoto. La serie è stata distribuita sotto l'etichetta KA Esuma Bunko dalla Kyoto Animation a partire dal 26 dicembre 2016. Lo stesso studio d'animazione ne ha poi tratto un anime, che è andato in onda dal 22 ottobre 2018 al 21 gennaio 2019 e che è stato accompagnato da un OAV pubblicato il 3 marzo dello stesso anno. In seguito, il 22 ottobre 2020, è stato annunciato che sarebbe uscito un film d'animazione, anch'esso prodotto da Kyoto Animation. Il film è uscito in Giappone il 19 agosto 2022.

## Trama
La serie parla di un ragazzo di nome Minato Narumiya che, quando era giovane, assisteva a una gara di kyūdō con sua madre. C'era un arciere che emetteva un suono con la corda dell'arco quando scagliava una freccia e questo lo incuriosiva, e quando chiese a sua madre cosa fosse, lei gli disse che si chiamava tsurune. Quel suono è stato ciò che ha fatto innamorare Minato del kyudo. Successivamente, un incidente durante il suo ultimo torneo di scuola media lo ha costretto a lasciare lo sport. In seguito, un incontro con un arciere misterioso fece portare a Minato di riprendere la sua attività con l'arco. Ora Minato si esercita presso la Kazemai High School. Il signor Tommy, consigliere del club di tiro con l'arco giapponese, desidera reclutare Minato, così come i suoi amici d'infanzia Seiya Takehaya e Ryohei Yamanouchi. Ryohei convince il riluttante Minato a partecipare all'orientamento del Club, dove incontra anche Kaito Onogi e Nanao Kisaragi. Individuando Minato, il signor Tommy lo presenta come un raro talento giapponese nel tiro con l'arco e gli chiede di dimostrare davanti a tutti. Minato riaccende il suo amore per il kyudo e lavora con la sua squadra per raggiungere l'obiettivo di vincere il torneo della prefettura.

## Personaggi

### Personaggi appartenenti alla Kazemai High School
Minato Narumiya (鳴宮湊?, Narumiya Minato)
Doppiato da: Yūto Uemura
Minato è il protagonista della serie. Frequenta il secondo anno alla Kazemai High School, dove è membro del club kyudo. Minato è un adolescente di statura media e corporatura media con capelli neri corti e appuntiti e grandi occhi verde chiaro. Minato è una persona riservata e riservata, a causa del suo incidente in prima media e del suo incidente di panico bersaglio al suo ultimo torneo di scuola media. È serio e responsabile, fa sempre le sue faccende domestiche e pulisce la stanza della scuola in un modo molto attivo. La sua serietà lo fa spesso agitare da individui più allegri come Nanao Kisaragi e Ryouhei Yamanouchi. Nonostante sembri calmo e indifferente, Minato ha una profonda passione per il kyudo ed è estremamente fedele ai suoi amici. È serio su ciò che vuole fare, come migliorare nel kyudo. Ha un lato sarcastico quando si tratta di trattare con persone più eccentriche, come Masaki Takigawa . È anche incline ad avere un'immaginazione iperattiva e credere a storie spaventose. Inizialmente, ha frequentato l'asilo e le elementari insieme a Seiya Takehaya e Ryouhei Yamanouchi e Shū Fujiwara, suoi amici d'infanzia. Poi si unì al club di kyudo e salì di grado, quindi fu scelto per competere nella competizione a squadre maschili nel Torneo della Prefettura. Tuttavia, in finale, Minato ha improvvisamente preso il panico nel bersaglio ed è costato la competizione alla sua squadra. Dopo il torneo, Minato non è riuscito a liberarsi del suo obiettivo di panico, non importa quanto ci abbia provato, e ha finito per lasciare il club.
Seiya Takehaya (竹早静弥?, Takehaya Seiya)
Doppiato da: Aoi Ichikawa
Seiya è uno studente del secondo anno alla Kazemai High School, presidente del Kyudo Club e amico di Minato. È un adolescente alto e snello con capelli neri corti, frangia e due ciocche più lunghe su entrambi i lati del viso. Al contrario, la parte posteriore dei suoi capelli è più corta, una ciocca di capelli gli spunta dalla sommità della testa e gli occhi azzurri sono incorniciati da occhiali con una spessa montatura nera, che cambia per le lenti a contatto durante il kyudo. È visto come un personaggio maturo, affidabile e gentile, determinato a facilitare e supervisionare il successo di Minato nel kyudo.
Ryōhei Yamanouchi (山之内遼平?, Yamanouchi Ryōhei)
Doppiato da: Ryōta Suzuki
Ryouhei è uno studente del secondo anno alla Kazemai High School, dove è membro del club kyudo. È un giovane ragazzo alto e grosso con le spalle larghe. Ha capelli corti, appuntiti, castano chiaro e grandi occhi color ambra ed è una persona allegra e vivace. Ryouhei era amico d'infanzia di Minato e Seiya ed è andato all'asilo e alla scuola elementare con loro fino a quando non si è trasferito in quinta elementare e ha frequentato una scuola media diversa dalla loro. Nella scuola media, ha preso lezioni di kyudo come parte del suo corso obbligatorio di arti marziali. Al liceo, si riunisce con Minato e Seiya.
Nanao Kisaragi (如月七緒?, Kisaragi Nanao)
Doppiato da: Shōgo Yano
Nanao è uno studente del secondo anno alla Kazemai High School e fa parte del club di kyudo ed è cugino di Kaito Onogi. Nanao è un adolescente di bassa statura e ha un fisico piccolo e snello. Ha i capelli rosa ondulati, quasi lunghi fino alle spalle con la riga in mezzo e grandi occhi rosa con lunghe ciglia. Nanao è attratto molte ammiratrici grazie al suo aspetto e al suo carisma.
Kaito Onogi (小野木海斗?, Onogi Kaito)
Doppiato da: Kaito Ishikawa
Kaito è uno studente del secondo anno della Kazemai High School e un membro del club di kyudo ed è pure cugino di Nanao. Kaito è un giovane alto con la pelle abbronzata, cosa che spesso lo fa scambiare per un giocatore di calcio da molti. Ha capelli lisci e corti rosso scuro e occhi rossi acuti. Per le persone che non lo conoscono bene, Kaito risulta irascibile, eccessivamente serio e aggressivo. Si arrabbia facilmente ed è schietto con le sue parole e non ha paura di dire quello che pensa veramente. Tende a saltare alle conclusioni. Questo fa sì che le persone abbiano paura di lui. Gran parte della sua personalità attuale potrebbe essere dovuta al fatto di essere stato trattato come qualcuno spaventoso sin da quando era piccolo a causa della sua faccia intimidatoria.

### Personaggi appartenenti alla Kirisaki High School
Shū Fujiwara (藤原 愁?, Fujiwara Shū)
Doppiato da: Kenshu Ono
Shū è uno studente del secondo anno alla Kirisaki High School e un membro del club kyudo. Era l'ex compagno di squadra di Minato e Seiya alle scuole medie. Attira spesso l'attenzione a causa del suo aspetto elegante. È un giovane alto con capelli castani corti e sciolti, pettinati sulla fronte, e grandi occhi viola.  A prima vista, Fujiwara sembra distaccato e calmo, ma è relativamente ben educato con coloro che incontra. Parla raramente a meno che non sia necessario. Ha dimostrato di essere estremamente competitivo ed è piuttosto diretto riguardo all'esprimere i suoi sentimenti.
Daigo Sase (?, Sase Daigo)
Doppiato da: Yu Miyazaki
Daigo è uno studente del terzo anno alla Kirisaki High School ed ex vicepresidente del suo club di kyudo. È noto per sembrare il tipo di atleta rinfrescante e sembra essere considerato di bell'aspetto dalle ragazze del club. È un giovane alto con capelli castani corti e lisci e occhi azzurri. Daigo sembra il tipico atleta rinfrescante, ma è anche un grande fan degli idol e parlerebbe ancora e ancora dei suoi idol preferiti. Questo ha fatto sì che i suoi compagni di club lo definissero "incredibilmente bello", qualcosa di cui non gli importa affatto.
Senichi Sugawara (?, Sugawara Senichi)
Doppiato da: Yūsuke Kobayashi
Senichi è uno studente del secondo anno della Kirisaki High School e fa parte del club di kyudo ed è il fratello gemello maggiore di Manji Sugawara. Senichi è un adolescente che sembra quasi identico al suo gemello Manji. Lui, come suo fratello minore, tendono entrambi ad essere molto irriverenti quando arriva il momento. Possono essere sorpresi a fare commenti sprezzanti su persone, in particolare sul team Kyoudo della Kazemai High. Sembra essere molto compassionevole nei confronti di suo fratello, indipendentemente dalla situazione. Lui e suo fratello gemello sono molto legati. A entrambi piace causare problemi ad altre persone e vengono regolarmente rimproverati per questo. Indipendentemente dal fatto che riescano o meno a causare problemi, potrebbero essere visti sorridere o persino ridere.
Manji Sugawara (?, Sugawara Manji)
Doppiato da: Kōhei Amasaki
Manji è uno studente del secondo anno alla Kirisaki High School e un membro del club di kyudo. È il fratello gemello minore di Senichi Sugawara. Essendo il gemello identico di Senichi, gli assomiglia esattamente.  Più o meno, si comporta allo stesso modo come suo fratello.
Hiroki Motomura (?, Motomura Hiroki)
Doppiato da: Takuma Terashima
Hiroki era uno studente del terzo anno alla Kirisaki High School ed ex presidente del club kyudo. Hiroki ha i capelli neri corti e ondulati e porta gli occhiali. Hiroki è una persona rilassata e gentile, educata e gentile con tutti, anche con i suoi giovani, cosa che gli è valsa la simpatia di tutti nel club di kyudo e cerca di essere d'aiuto a tutti.

### Personaggi appartenenti alla Tsujimine High School
Eisuke Nikaidō (二階堂 永亮?, Nikaidō Eisuke)
Doppiato da: Jun Fukuyama
Eisuke è uno studente del secondo anno della Tsujimine High School e membro del suo club di kyudo. Ha i capelli lisci e grigi e grandi occhi neri. Frequentava la Kirisaki Middle School ed era nel club di kyudo con Minato, Seiya e Shuu.
Kōshirō Fuwa (不破 晃士郎?, Fuwa Kōshirō)
Doppiato da: Takayuki Kondo
Koushirou è uno studente del secondo anno della Tsujimine High School e membro del suo club di kyudo.
Tōma Higuchi (樋口 柊馬?, Higuchi Tōma)
Doppiato da: Yūya Hirose
Touma Higuchi è uno studente del terzo anno della Tsujimine High School e membro del club di kyudo.
Reiji Aragaki (荒垣 黎司?, Aragaki Reiji)
Doppiato da: Yūichirō Umehara
Reiji è uno studente del terzo anno della Tsujimine High School e il presidente del suo club di kyudo. È un ragazzo dalla corporatura snella. Indossa quasi sempre una maschera medica.
Kenyū Ōtaguro (大田黒 賢有?, Ōtaguro Kenyū)
Doppiato da: Yōhei Azakam
Kenyuu è uno studente del secondo anno della Tsujimine High School e membro del suo club di kyudo. È un ragazzo alto e muscoloso.

## Media

### Light novel
La light novel, scritta da Kotoko Ayano e illustrata da Chinatsu Morimoto, è stata pubblicata dallo studio Kyoto Animation sotto l'etichetta KA Esuma Bunko a partire dal 26 dicembre 2016.

#### Volumi
| Nº | Data di prima pubblicazione | Data di prima pubblicazione | Data di prima pubblicazione |
| Nº | Giapponese                  | Giapponese                  |                             |
| -- | --------------------------- | --------------------------- | --------------------------- |
| 1  | 26 dicembre 2016            | ISBN 978-4-907064-59-4      |                             |
| 2  | 9 febbraio 2018             | ISBN 978-4-907064-77-8      |                             |
| 3  | 19 agosto 2022              | ISBN 978-4-910052-29-8      |                             |

### Anime e film
Il 7 settembre 2018 è stato annunciato che il sito ufficiale della serie anime avrebbe messo in onda il primo episodio a partire dal 14 ottobre dello stesso anno, ma a causa di problemi organizzativi, la serie ha debuttato dal 22 ottobre 2018 al 21 gennaio 2019 su NHK. La serie è composta da 13 episodi ed è stata prodotta dalla Kyoto Animation, diretta da Takuya Yamamura, con Michiko Yokote che si è occupato della composizione della serie, Miku Kadowaki che si è occupato del character design e Harumi Fūki che ha composto la colonna sonora. La sigla di apertura è Naru dei Luck Life, e la sigla di chiusura è "Orange-iro (オレンジ色?) di ChouCho.  La serie è stata trasmessa in simulcast su Crunchyroll sia in Italia che nel resto del mondo. Il 3 marzo 2019, qualche mese dopo la fine del 13º episodio, è stato distribuito un OAV.
Il 22 ottobre 2020, è stato annunciato che sarebbe stato prodotto un film d'animazione. Il film si intitola Gekijōban Tsurune: hajimari no issha (劇場版ツルネ －はじまりの一射－?) ed è stato presentato in anteprima in Giappone il 19 agosto 2022. La maggior parte dello staff principale ha ripreso i loro ruoli dall'anime televisivo. Takuya Yamamura si è occupato della regia, con la sceneggiatura di Michiko Yokote, mentre Masaru Yokoyama ha sostituito Harumi Fūki come produttore del film. All'Anime NYC 2022 la compagnia statunitense Sentai Filmworks ha annunciato che avrebbe proiettato il film nelle sale giapponesi nel 2023.
Il giorno dell'anteprima del film, è stato annunciato che la serie avrebbe ricevuto una seconda stagione, intitolata Tsurune - Il tiro che unisce (つながりの一射?, Tsunagari no issha), con lo stesso staff della prima stagione. È andato in onda il 5 gennaio 2023 sempre su NHK. La sigla di apertura è °C dei Luck Life, e la sigla di chiusura è Hitominaka (ヒトミナカ?) di Tei. In Italia la seconda stagione viene distribuita in versione sottotitolata su Amazon Prime Video.

#### Episodi

##### Prima stagione
| Nº | Titolo italiano Giapponese 「Kanji」 - Rōmaji                              | In onda          | In onda |
| Nº | Titolo italiano Giapponese 「Kanji」 - Rōmaji                              | Giapponese       |         |
| 1  | Il ragazzo alla palestra di tiro 「少年は矢庭に」 - Shōnen wa yaniwa ni    | 22 ottobre 2018  |         |
| 2  | Non sapere che frecce pigliare 「矢も楯も堪らず」 - Ya mo tate mo tamarazu | 29 ottobre 2018  |         |
| 3  | Punto d'incontro 「Deai no yasaki」 - 出会いの矢先                         | 5 novembre 2018  |         |
| 4  | Incocco sbagliato 「合わない筈」 - Awanai hazu                             | 12 novembre 2018 |         |
| 5  | Come una freccia 「矢の使いで」 - Come una freccia                         | 19 novembre 2018 |         |
| 6  | Il motivo per tirare con l'arco 「弓引く理由」 - Yumihiku wake             | 26 novembre 2018 |         |
| 7  | Ritrovarsi 「再、会」 - Saikai                                             | 3 dicembre 2018  |         |
| 8  | Prendere di mira 「矢を向けて」 - Ya wo mukete                             | 10 dicembre 2018 |         |
| 9  | Mano coperta 「明かせぬ手の内」 - Akasenu te no uchi                       | 17 dicembre 2018 |         |
| 10 | Un cuore che non si arrende 「離れぬ心」 - Hanarenu kokoro                 | 24 dicembre 2018 |         |
| 11 | Il dolore di un tiro a vuoto 「空筈の痛み」 - Karahazu no itami            | 7 gennaio 2019   |         |
| 12 | Cinque frecce 「五本の矢」 - Gohon no ya                                   | 14 gennaio 2019  |         |
| 13 | Insostituibile 「かけがえのない」 - Kakegae no nai                         | 21 gennaio 2019  |         |

##### Seconda stagione
| Nº | Titolo italiano Giapponese 「Kanji」 - Rōmaji                                | In onda          | In onda |
| Nº | Titolo italiano Giapponese 「Kanji」 - Rōmaji                                | Giapponese       |         |
| 1  | Lo yagoe verso l'estate 「夏への矢声」 - Natsu e no Yagoe                    | 5 gennaio 2023   |         |
| 2  | Come un arco ben teso 「気は, 輪をかけるように」 - Ki wa, Wa o Kakeru You ni | 12 gennaio 2023  |         |
| 3  | Soffia la tempesta mattutina 「朝嵐が吹く」 - Asa arashigafuku               | 19 gennaio 2023  |         |
| 4  | Ritmo spezzato 「拍子の大離れ」 - Hyōshi no dai hanare                       | 26 gennaio 2023  |         |
| 5  | Tira e spingi 「押し手、引い手」 - Oshite, hii te                            | 2 febbraio 2023  |         |
| 6  | Incordatura armoniosa 「姫反り成る」 - Hime zoriri naru                      | 9 febbraio 2023  |         |
| 7  | Animo bersagliato 「的射る心」 - Teki iru kokoro                             | 16 febbraio 2023 |         |
| 8  | Traiettoria 「矢筋道」 - Ya sujimichi                                        | 23 febbraio 2023 |         |
| 9  | Volontà inarcata 「裏反る意志」 - Ura soru ishi                              | 2 marzo 2023     |         |
| 10 | Tensione prima dell'alba 「勝手な夜明け」 - Kattena yoake                    | 9 marzo 2023     |         |
| 11 | Un momento affiatato 「息合う場所」 - Iki au basho                           | 16 marzo 2023    |         |
| 12 | Il tiro che unisce 「繋がりの一射」 - Tsunagari no issha                     | 23 marzo 2023    |         |
| 13 | La corda risuona, lo spirito s'affranca 「気、祓う鳴弦」 - Ki, harau Mei gen | 30 marzo 2023    |         |